# Carnicería

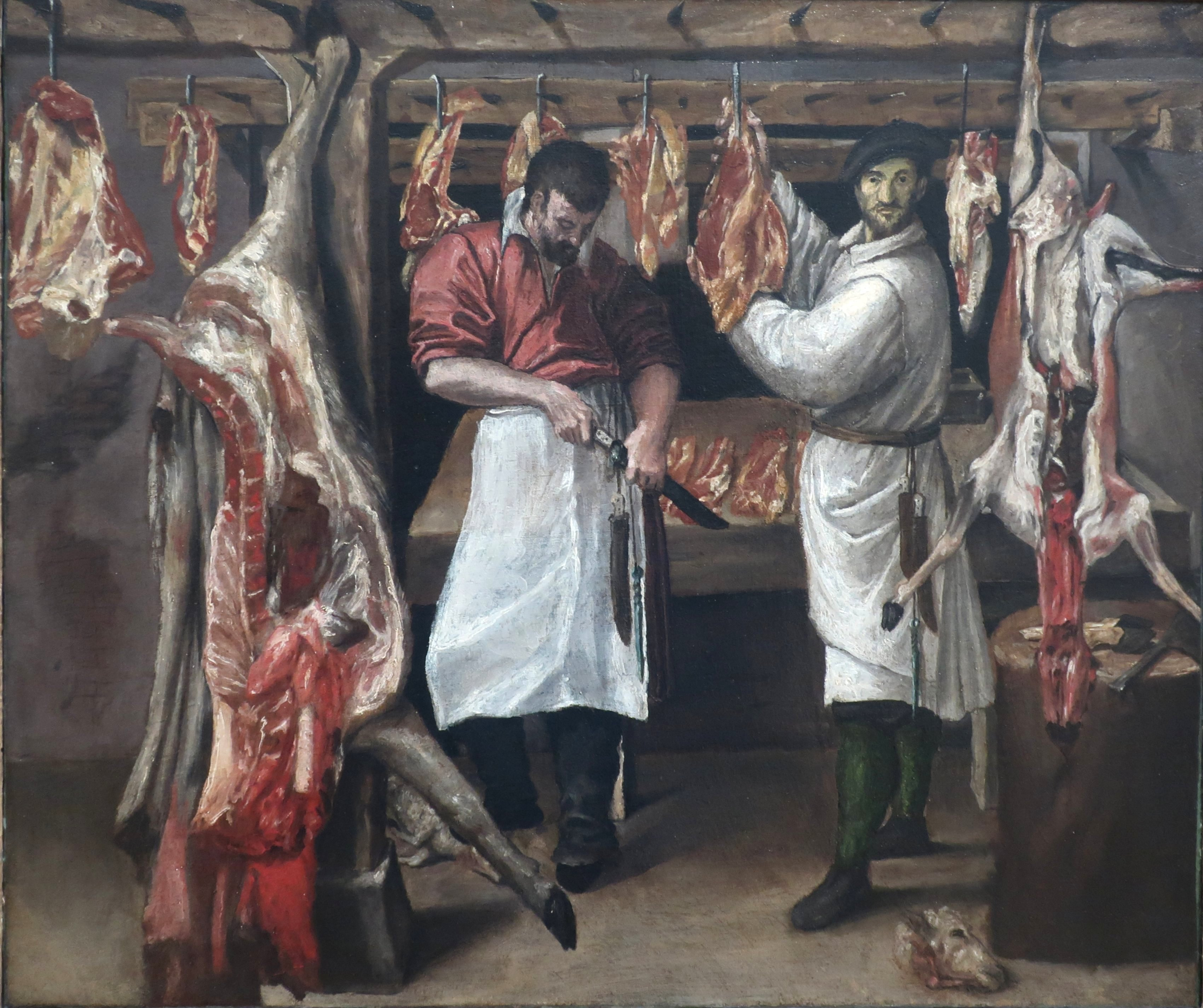
Annibale Carracci, La carnicería (hacia 1580).

Una carnicería es un establecimiento donde se comercializan diferentes tipos de carnes destinadas al consumo humano. Generalmente en la carnicería se realizan tareas de procesado finales tales como el despiece y picado de las carnes. El equipamiento mínimo de una carnicería consta de un refrigerador industrial, un soporte para el despiece, un conjunto de cuchillos y un mostrador refrigerado. Las personas que realizan dichas tareas en las carnicerías reciben el nombre de carnicero.

## Historia

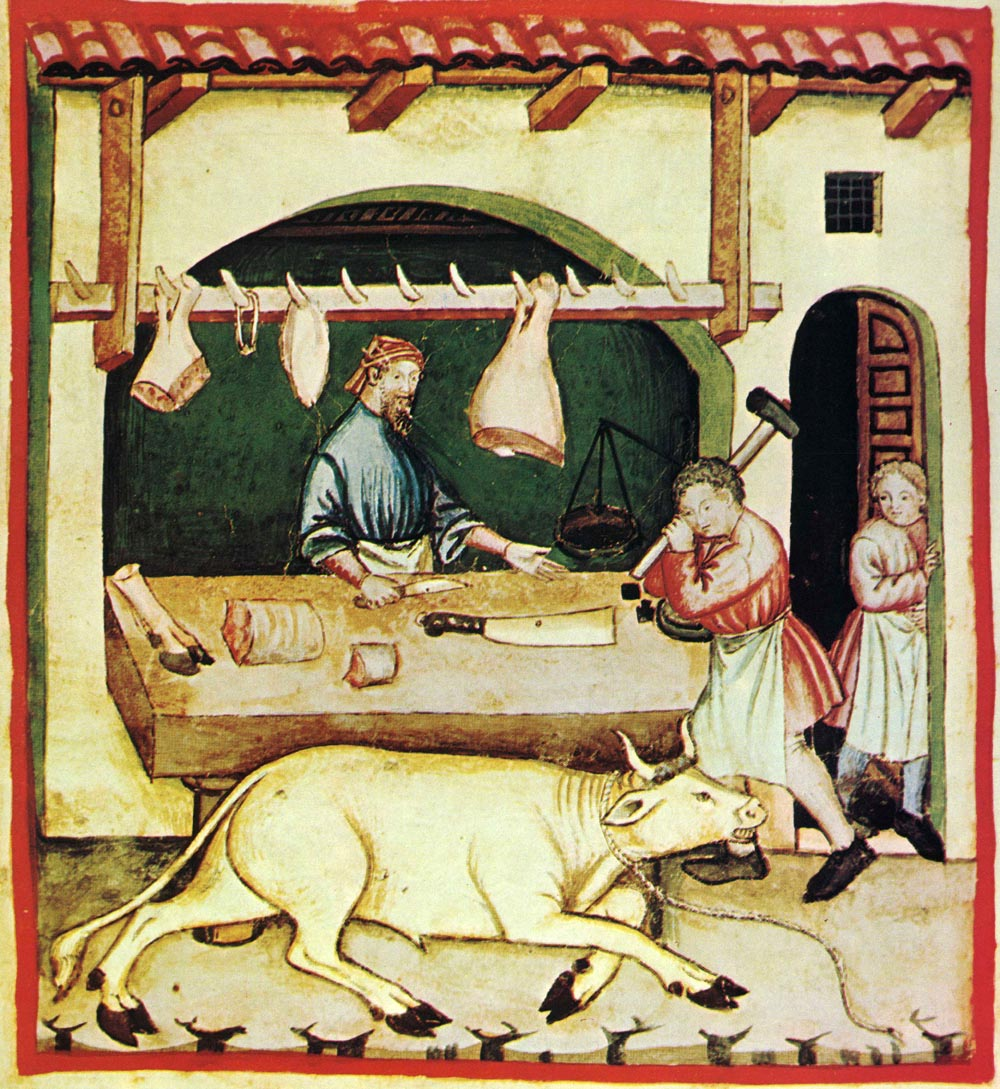
Ilustración medieval del Tacuina sanitatis.

Desde la época romana el oficio de carnicero estuvo reglamentado, diversificado y a veces dotado de ciertos privilegios. En la Edad Media europea era un cargo hereditario. En 1096 se creó el primer establecimiento de venta de carne en París (actual Place du Châtelet) de esta forma se inició la casta de la Grande-Boucherie en manos de unas familias determinadas que fueron poco a poco haciéndose más ricas (eran solo unas 20 familias aproximadamente). Los estatutos de 1589 en Francia obligaron a los carniceros a comercializar la carne justo en el instante en el que se pesaba en balanzas, y no a ojo como se venía haciendo desde antes.

## Actividad

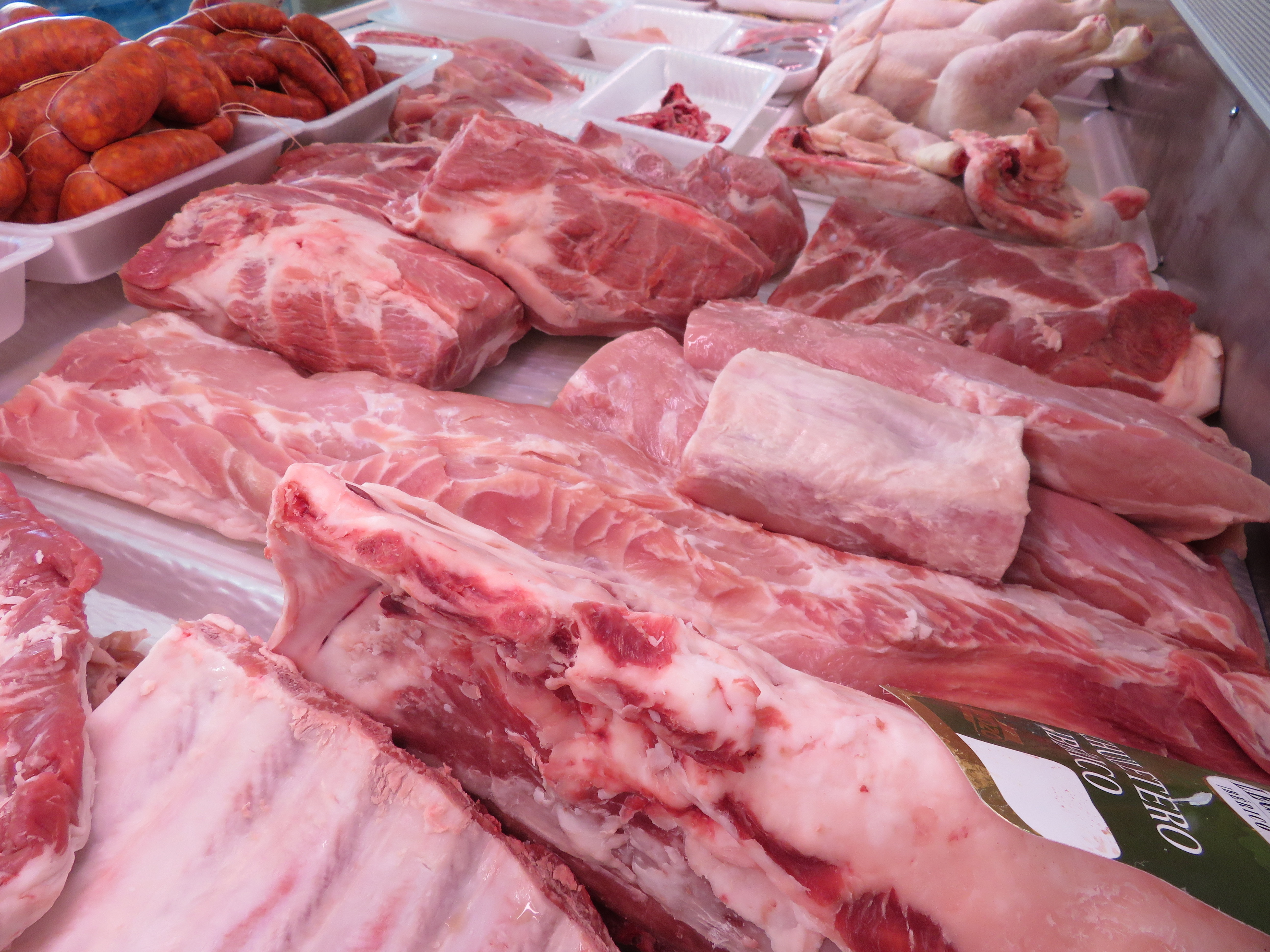
Mostrador de carnicería (España).

La primera actividad que realiza el carnicero en una carnicería es la selección de la pieza a vender, procurando que tenga el mejor aspecto posible y que pueda sacarle el máximo aprovechamiento. Una de las principales ocupaciones de su oficio consiste en la preparación la carne en los pesos, formas y cantidades en que va a ser puesta a a la venta o en que le sea solicitada por el comprador. 

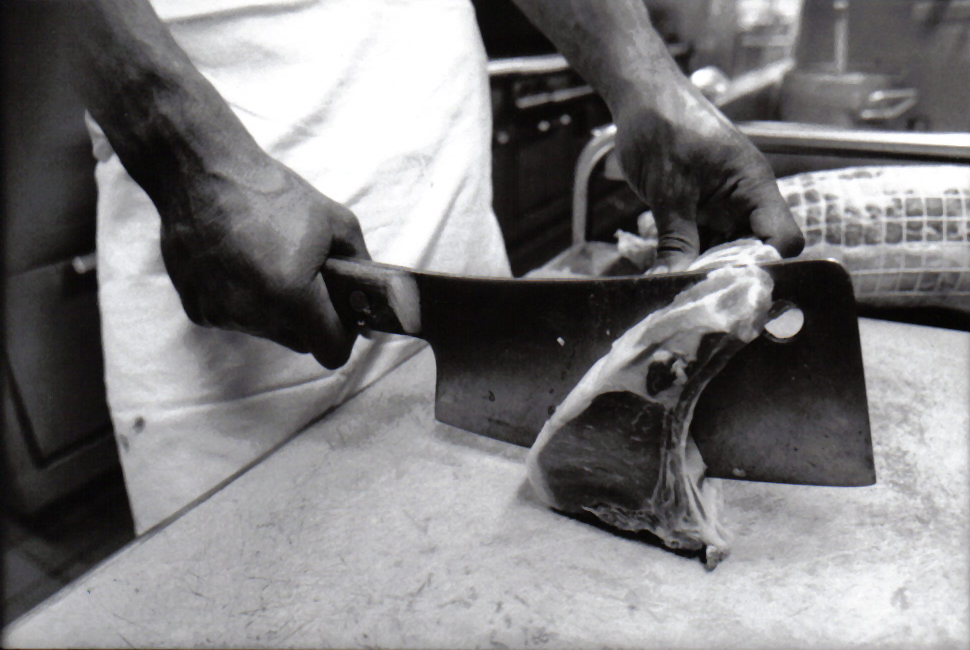
Carnicero usando el hacha de carnicero

Para ello, deshuesa la pieza, recorta las partes malas y corta la carne en filetes con el cuchillo según la cantidad solicitada por el cliente; pica la carne con la picadora para venderla al peso o para fabricar con ella albóndigas o hamburguesas; corta el jamón y otros embutidos en lonchas con la cortadora eléctrica; separa las costillas del costillar con el hacha de carnicero.
El carnicero aconseja al cliente sobre la carne que se adapta más a sus necesidades o presupuesto. Finalmente, pesa y envuelve el producto o envasa al vacío las piezas si así lo solicita el comprador.

## Tipos

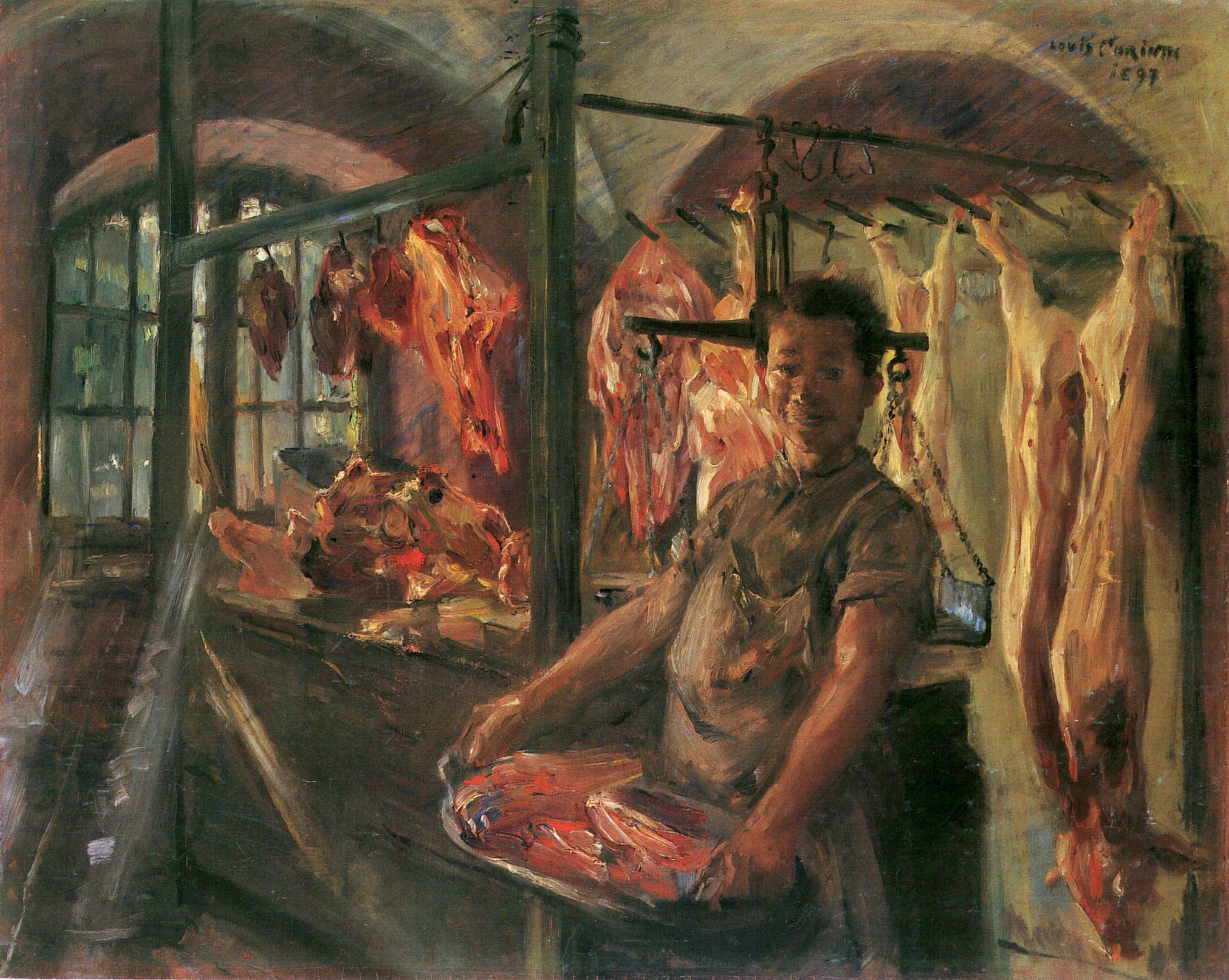
Lovis Corinth El joven carnicero (1897). Galería de arte de Bremen

- Carnicerías: aquellos establecimientos dedicados a la manipulación, preparación, presentación y en algunos casos almacenamiento de carnes y despojos frescos (refrigerados o congelados), así como de otros productos de origen animal no procedentes de una elaboración propia.
- Carnicerías-salchicherías: lo mismo que el anterior pero con obrador para elaboración de preparados de carne (frescos, crudos-adobados, etc.) y embutidos de sangre entre los que se consideran las morcillas y la butifarra negra. También incluye la salazón de tocino.
- Carnicerías-charcuterías: lo mismo que el anterior pero donde también se pueden elaborar platos cárnicos cocinados.
- Carnicerías de equino: se vende carne de caballo.
- Casquería: establecimiento donde se venden las vísceras de animales
- Volatería, Pollería o Pollajería:[3] se expenden carnes de ave de corral (pavo, gallina, codorniz, pato, ganso) o de caza (perdiz, faisán, pichón, paloma).